# Trümün
El trümün (golpear el balón, en mapudungún) es un deporte de pelota practicado por los indígenas mapuches durante siglos, actualmente en Argentina y Chile, uno de los más antiguos y considerado el preferido de las mujeres. Consiste en que dos equipos tratan de llevar un balón dentro de una cancha rectangular solamente con los pies hasta hacerla pasar por la línea final del equipo contrario. Guarda cierta semejanza y es un antecesor del internacional fútbol, creado en el siglo XIX.

## Descripción
La cancha es llamada trümwe, que es un rectángulo marcado en la tierra con un surco o cinco palitos en cada costado y los cuatro vértices son delimitados con un poste de madera. El centro es señalado con una raya donde la pelota es colocada en la mitad para que, luego de la señal, sea iniciado el partido entre cuatro parejas rivales tomados de ambos brazos, quienes comienzan a empujarla con los pies hacia algún compañero. El balón es llamado trüm, elaborado con pasto seco envuelto en cuero; vejiga de yeguarizo inflada; cuero de potro o de oveja relleno con lana, líquenes u hongos de palo picados; u ovillos de hilo forrados con tela o cuero para que tenga elasticidad. Es sumado un punto por cada tanto pero, cada vez que el equipo en desventaja anota, es restado uno del otro, ganando el que alcanza primero los cuatro puntos.
El juego es iniciado con la señal de un juez que vigila que no se produzcan infracciones, tales como tomar al adversario o a la pelota con las manos o entre ambos pies. Si eso ocurre es cobrada una falta. Algunos autores sugieren que los colonizadores españoles le decían tropezón por las reiteradas caídas de los jugadores durante el partido.